# 朴素珍
素珍 （： Park So Jin，1986年5月21日—），藝名素珍（： So Jin），韓國女藝人，本貫為密陽朴氏。2010年以Girl's Day成員身份正式出道，隊內擔當隊長和領唱。2015年出演MBC綜藝節目《神秘音樂秀：蒙面歌王》，在節目中展示穩定、渾厚的唱功。

## 个人生活
2017年6月28日，素珍與男歌手Eddy Kim公開交往，12月27日公開分手消息。2023年10月宣布与演员李東河于同年11月结婚。

## 音樂作品

### 原聲帶
| 發佈時間       | 影視作品            | 專輯                       | 歌曲                    | 備註       |
| 2011年1月10日  | MBC《慾望的火花》   | 《慾望的花火OST Part.3》   | 《我們的愛就這樣》      | -          |
| 2013年11月8日  | SBS《熱愛》         | 《熱愛OST Part.1》         | 《我想回到最初》(+Inst) | -          |
| 2015年1月30日  | SBS《誕生吧！家族》 | 《誕生吧！家族OST Part.2》 | (+Inst)                 | -          |
| 2015年6月10日  | SBS《假面》         | 《假面OST Part.2》         | 《痛》                  | 與Zico合唱 |
| 2015年12月26日 | tvN《請回答1988》   | 《請回答1988OST Part.8》   | 《每天和你》            | -          |
| 2018年8月6日   | JTBC《Life》        | 《Life OST Part.2》        | 《Close Your Eyes》     | -          |

### 音樂合作
- 2011年：合作曲《Bum Bum Bum》with 宋浩範
- 2013年：合作舞台 Electroboyz《Ma Boy 3》(feat.Sojin of Girl's Day)
- 2013年：DUEX 20週年紀念專輯《In the Summer (여름 안에서)》feat. Zizo
- 2014年：Cruical Star《想給你的三樣東西 (너에게 주고 싶은 세가지)》feat.
- 2014年：合作曲《Finale》with Dok2
- 2015年：Party Street《On Rainy Days (비가 오늘 날에는)》合唱
- 2015年：我是大韓民國《我們相遇那天》with Girl's Day全員 出演MV

## 影視作品

### 电视剧
| 年份   | 電視台                  | 電視劇                              | 角色   | 性質 |
| ------ | ----------------------- | ----------------------------------- | ------ | ---- |
| 2014年 | TV朝鮮                  | 《最佳婚姻》                        | 李幼梨 | 配角 |
| 2015年 | SBS                     | 《誕生吧！家族》                    | 崔東珠 | 配角 |
| 2017年 | OnStyle                 | 《Oh！ 半地下室的女神們》           | 明河   | 主角 |
| 2019年 | JTBC                    | 《幸福的振秀》                      | 晶秀   | 主角 |
| 2019年 | SBS                     | 《Stove League》                    | 金英彩 | 配角 |
| 2020年 | SBS                     | 《The King：永遠的君主》            | 趙海仁 | 配角 |
| 2020年 | MBC                     | 《愛我的間諜》                      | 裴杜蕾 | 配角 |
| 2022年 | tvN                     | 《流星》                            | 趙開心 | 配角 |
| 2022年 | tvN                     | 《還魂》                            | 姝月   | 配角 |
| 2022年 | tvN                     | 《O'PENing - 不要宣佈你丈夫的死訊》 | 柳英珠 |      |
| 2022年 | Disney+                 | 《開始辯論》                        | 張李然 | 配角 |
| 2023年 | ENA                     | 《寶拉！黛博拉》                    | 李瑜貞 |      |
| 2023年 | tvN                     | 《有益的欺詐》                      | 毛才仁 |      |
| 2024年 | Coupang Play、Channel A | 《凌晨兩點的灰姑娘》                | 李美珍 |      |

### 電影
| 年份   | 片名                 | 角色   | 備註  |
| ------ | -------------------- | ------ | ----- |
| 2019年 | 《幸福的振秀》       | 晶秀   | 主角  |
| 2021年 | 《怪奇大廈》         | 藥劑師 |       |
| 2021年 | 《獵屍姊妹淘》       | 金佳妍 | 主角  |
| 2022年 | 《春日》             | 恩玉   |       |
| 2023年 | 《燕子》             |        |       |
| 2024年 | 《结婚，你愿意吗？》 | 姜惠英 | [ 6 ] |

## 出演節目

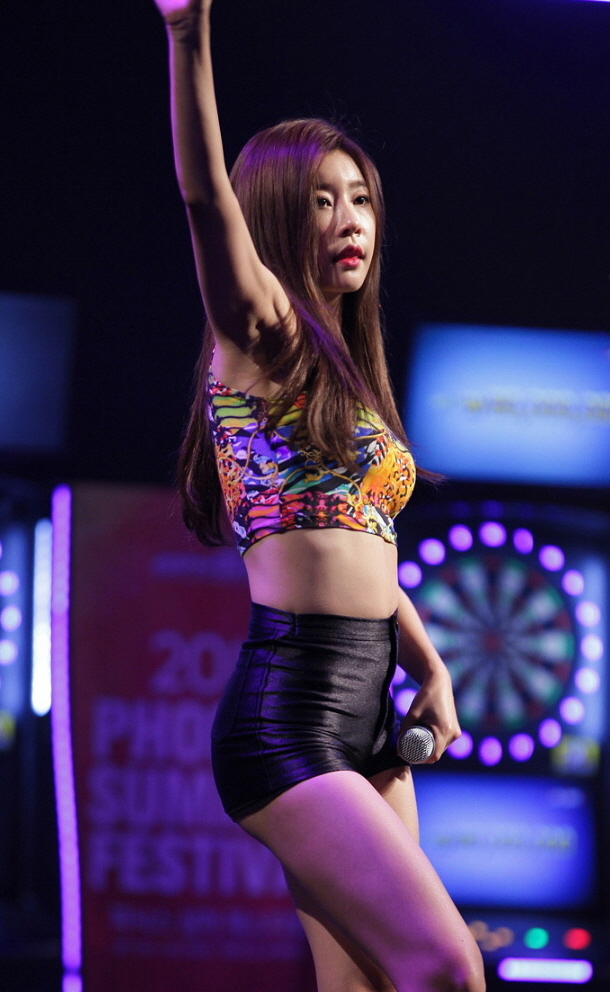
素珍於2015年鳳凰城夏日音樂節

### 綜藝節目
- 2015年：MBC 《美好的一天》（與Girl's Day全員，8月2日—9月27日）
- 2016年：tvN《LET美HOME》（4月24日—7月10日）
- 2016年：CGV 《我也是電影導演》（7月31日—8月28日）
- 2017年：MBC every1《浪漫的一周4》（2月9日—3月30日）

### 主持
- 2017年—2018年：E Channel《我女兒的男人們：爸爸正在看》第二季、第三季

## 外部連結
- 素珍的Instagram帳戶
- YouTube上的素珍頻道